# Lycée Albert-Claveille
Le lycée Albert-Claveille est un lycée général et technologique français situé à Périgueux, dans le département de la Dordogne.
Situé dans le centre-ville, l'établissement est créé le 3 août 1928. Disposant du label « Lycée des métiers », Albert-Claveille dispense de nombreuses formations générales et technologiques, mais aussi des brevets de technicien supérieur (BTS). Il dispose d'une "Classe défense" en partenariat avec la Marine nationale (France).

## Historique

### Le projet et la construction
En 1825, l’évêque de Périgueux décide de transférer le Grand séminaire de Sarlat à Périgueux (formation des prêtres). Il confie à l’architecte Louis Catoire (1806-1864) l'édification du nouveau grand séminaire. Louis Catoire est l’architecte qui a édifié le palais de justice de Périgueux, la halle du Coderc, l'immeuble de commerce « Les nouvelles Galeries » devenu le Monoprix, urbaniste du quartier Saint-Martin et de la place Plumancy. Le premier projet devait être édifié sur une portion de l’ancien couvent Sainte-Claire et du jardin public (appartenant au Conseil général) à proximité de l’actuel lycée Bertrand-de-Born. Cependant la municipalité de Périgueux a voulu conserver le terrain pour en faire une promenade, l’actuel parc Aristide Briand et en 1828 cède en échange un terrain route d’Angoulême. Le projet est débuté en 1829 mais il est interrompu par la Révolution de 1830 (se limite au creusement de quelques fondations). Les travaux reprennent de 1840 à 1849.

### La mise en route du Séminaire
En 1849, les premiers séminaristes entrent dans le séminaire encore inachevé, Louis Catoire ayant été renvoyé par l'évêque. C'est l'architecte Auguste Louis Édouard Bouillon qui termine les travaux (auteur des plans du lycée Bertrand de Born, créateur de la rue Saint-Front)
Les matières enseignées sont le dogme, l'histoire, l'écriture sainte, le droit-canon, la morale, la philosophie, la théologie. L'enseignement est assuré par des Jésuites jusqu'en 1880 puis des prêtres séculiers sous la pression du gouvernement, et à partir de 1888 des Sulpiciens. Les nouveaux bâtiments sont bénis le 13 mai 1851 par  l’archevêque de Reims, ancien évêque de périgueux. Ils sont constitués d’un corps de logis (rez-de-chaussée et deux étages, deux avant-corps, deux ailes latérales perpendiculaires à 3 étages et la chapelle, une façade monumentale en pierre de taille couverts d’un toit en ardoise de style chartreuse).

### L’incendie et la reconstruction
Pendant la guerre de 1870, le séminaire servit de caserne puis d'hôpital (les séminaristes restant dans leur famille).
Dans la nuit du 24  au 25 octobre 1886, le bâtiment principal est détruit par un incendie embrasant les combles et la toiture. Il ne reste que les quatre murs. Les 30 000 volumes de la Bibliothèque ont quasiment tous disparus (les plus anciens remontant au XV et XVIeme siècle). Les élèves sont hébergés temporairement au château de Neuvic et au séminaire de Bergerac.
Avec la montée de l'anti-cléricalisme, le gouvernement n'a aucune intention de reconstruire le séminaire. A l’aide d’une souscription publique, l’Évêché rachète le terrain et le bâtiment à l’État pour le reconstruire (90 000 francs de l'époque). Les travaux sont confiés aux architectes Paul Boeswilwald et Alexandre Lambert. Légèrement agrandi et réaménagé intérieurement il peut rouvrir en 1889. Le Séminaire est alors constitué d'un bâtiment avec rez-de-chaussée et 3 étages (les combles de la façade ont été rehaussés avec un toit à deux pentes, dit à la Mansart, sur l’avant et des lucarnes à fronton triangulaire ornées d'une croix, ce qui permet d’ouvrir un 3eme étage), d’une façade orientée Sud de 93 m, de deux ailes latérales perpendiculaires de 30 m, et de la chapelle dans l'aile centrale. La charpente en bois a été remplacée par une charpente en acier.

### La transformation en bâtiments d’enseignement
Avec la loi de Séparation de l’Église et de l’État de 1905, les bâtiments de l’enseignement catholiques sont devenus la propriété de l’État. En janvier 1907, à trois du matin, l’abbé supérieur et les directeurs du séminaire sont expulsés par les gendarmes et le 50eme régiment de ligne. Les autorités ont profité de l’absence des élèves pour les congés de Noël pour faire cela dans le calme. Les tableaux ont été déposés au Musée.
Le bâtiment va alors servir à de multiples fonctions. Il est utilisé d'abord comme salle d'examen du brevet. En 1914, on envisage d'y transférer l'hôpital de la rue Wilson. Mais avec le début de la 1ere guerre mondiale, il sert de caserne à partir de 1914 pour le 34e d’artillerie avec notamment l'installation d'un manège côté rue Victor Hugo, de logement ouvrier en 1919 (à la suite d'une gréve dans la compagnie ferroviaire, de nombreux ouvriers ont été renvoyés et n'avaient plus à se loger), de salle de réunions publiques dans les années 1920.
En 1928, la municipalité décide de transférer l'école professionnelle situé au quartier Saint-Georges, devenue trop petite (les effectifs sont passés de 250 à 600 élèves). On y formait les futurs ouvriers qualifiés du P.O., des électriciens ou des employés pour les postes, les contributions, l’hydrographie. Ce qui détermine le nouveau lieu est évidemment la présence d’un bâti existant mais aussi l’existence d’un vaste parc pour de futurs extensions ou bien pour des activités physiques qui sont très en vogue à l’époque, notamment par la médecine. La reconversion des bâtiments existants entraîne des aménagements: ateliers, salles de dessin, infirmerie, chapelle transformée, bâtiments sur la rue Victor Hugo. Ouvert en 1932, il reçoit le nom d'Albert Claveille en 1934.
Du 27 mars au 20 août 1944, le lycée sera entièrement occupé par des Allemands de la division du général Brehmer qui commettra plusieurs massacres en Dordogne-Corrèze-Haute Vienne (900 victimes sur les 3 départements, à Rouffignac 64 hommes sont exécutés et le village est entièrement brûlé).
Après la seconde guerre mondiale, l'enseignement technique est réorganisé avec des cours plus théoriques. Cela nécessite la construction de nouveaux bâtiments pour accueillir ces classes.
Le lycée est donc souvent agrandi: en 1956 (bâtiment L allongé et surélevé), en 1963 (nouveaux ateliers, bâtiment d'externat, infirmerie et logement dans le jardin), en 1992 (nouveau réfectoire et un bâtiment accolé aux ateliers), en 2012 (nouveau CDI).